# General Câmara
General Câmara is een gemeente in de Braziliaanse deelstaat Rio Grande do Sul. De gemeente telt 9.101 inwoners (schatting 2009).

## Aangrenzende gemeenten
De gemeente grenst aan Butiá, São Jerônimo, Taquari, Triunfo, Vale Verde en Venâncio Aires.